# Ishtar
Ishtar o Ištar era la diosa babilónica del amor y la guerra, de la vida y de la fertilidad. Asociada principalmente con la sexualidad. Ištar tenía muchos amantes; sin embargo, como señala Guirand:

¡Ay de aquel a quien había honrado Ištar, la diosa caprichosa trataba a sus amantes de paso, y los infelices desgraciados suelen pagar un alto precio por los favores amontonados en ellos. Los animales, esclavizados por el amor, perdían su vigor nativo: cayeron en las trampas colocadas por los hombres o fueron domesticados por ellos. "¡Tú has amado al león, poderoso en fortaleza", dice el héroe Gilgameš a Ištar, "y has cavado pozos para él siete y siete! Has amado al corcel, orgulloso en la batalla, y le has destinado el cabestro, el aguijón y el látigo".

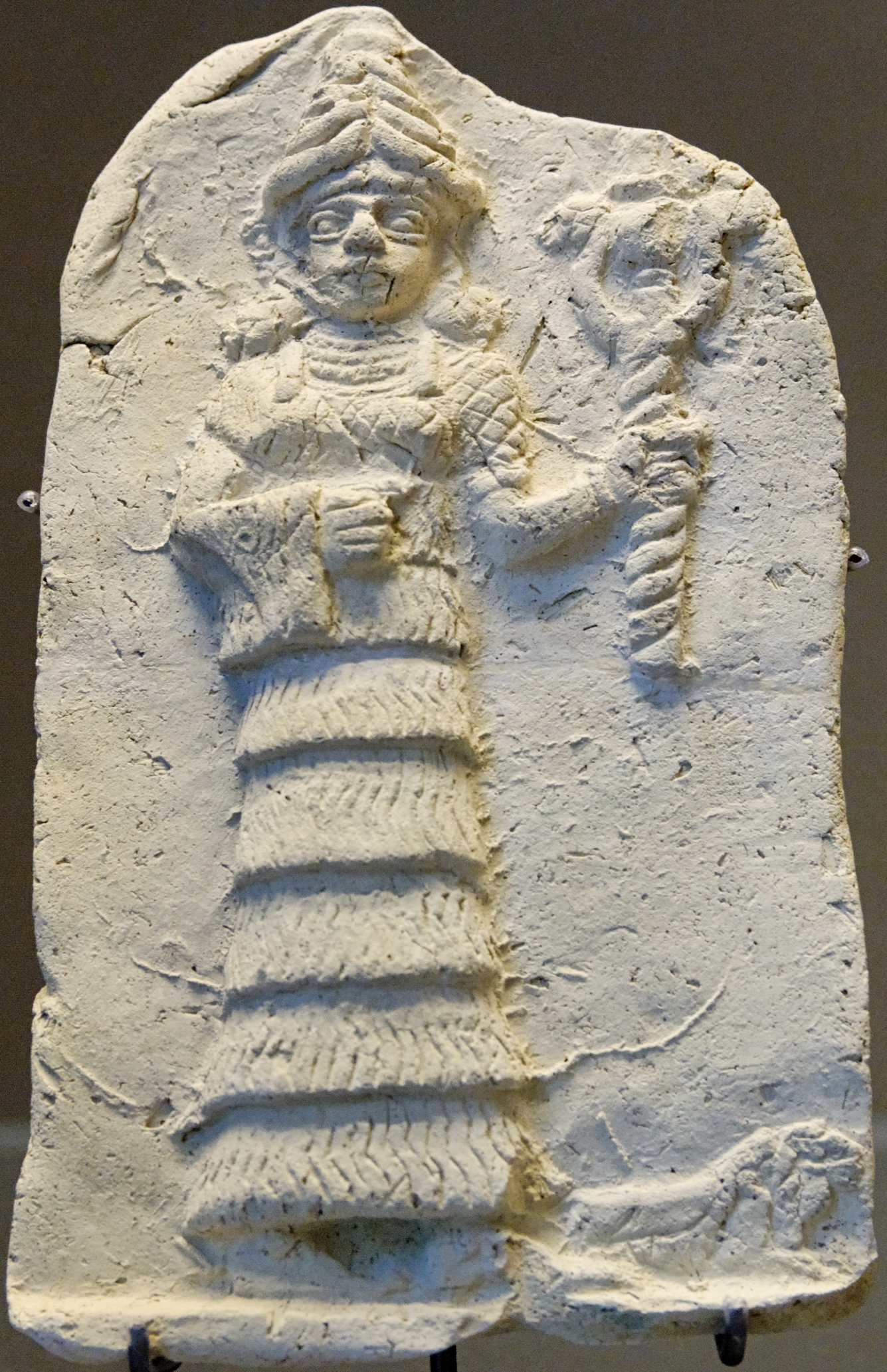
La diosa Ishtar con su símbolo en la mano izquierda. Relieve en terracota, principios del Segundo milenio a. C. Eshnunna. Museo del Louvre.

Incluso para los dioses el amor de Ishtar era fatal. En su juventud la diosa había amado a Tammuz, dios de la cosecha y, de acuerdo con la epopeya de Gilgamesh, este amor causó la muerte de Tammuz.
Se asocia en otras regiones con diosas como Inanna en Sumeria, Anahit en la antigua Armenia (Urartu) o Astarté (Asera) en Canaán, Fenicia y en las religiones abrahámicas. Ishtar, Inanna y estas diosas representan el arquetipo de la diosa madre.
En Sumeria era conocida como Inanna (dos diosas distintas que representan lo mismo) y posteriormente en Babilonia, y en su zona de influencia cultural en todo Oriente Medio, recibe los títulos honoríficos de Reina del Cielo y Señora de la Tierra.
Para Joseph Campbell, en su libro Diosas, Ishtar/Inanna, que amamanta al dios Tammuz, es la misma diosa que Afrodita y que la egipcia Isis, que alimenta a Horus.

Estrella de ocho puntas, símbolo de Inanna/Ishtar

## Posición en el Panteón
Ishtar es hija de Ningal, diosa lunar, y Nannar, la Luna, hermana menor de Ereškigal y hermana gemela de Šamaš, en sumerio Utu, dios del Sol, y compañera de Tammuz, en sumerio Dumuzi.
Su número asociado en el panteón de la mitología mesopotámica es el 15.[cita requerida]

## Características

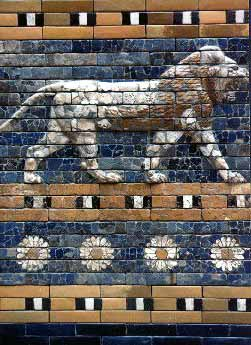
Reconstrucción de la Puerta de Ishtar, la cuarta puerta a la ciudad interior de Babilonia.

Como primer arquetipo femenino en la historia, y en contraposición a su hermana Ereškigal o a Ki, la diosa de la tierra, Ishtar no se puede considerar dentro del grupo de las diosas madre, puesto que su relación con los humanos es más como inspiración para la acción vital que como refugio. Con este carácter, Ištar aparece en la epopeya de Gilgamesh.
Se la asocia al planeta Venus, estrella de la mañana y del anochecer. Su símbolo es una estrella de ocho puntas. En su honor, los astrónomos han llamado Ishtar Terra a un continente de Venus. Su animal asociado es el león.

## Historia
Ishtar era hija de Sin (dios lunar) o de Anu. En virtud de ser hija de aquel, era la dama bélica; como descendiente de éste, el exponente del amor, la licenciosidad y la intemperancia, y la violencia caprichosa hasta el extremo.

Bajo el aspecto guerrero se le rendía culto en Agadé y en Sippar, con el nombre de Anunit. También tiene un carácter astral, ya que personifica a varios astros: Venus, el Sol, la Luna, y las estrellas reunidas en constelaciones.

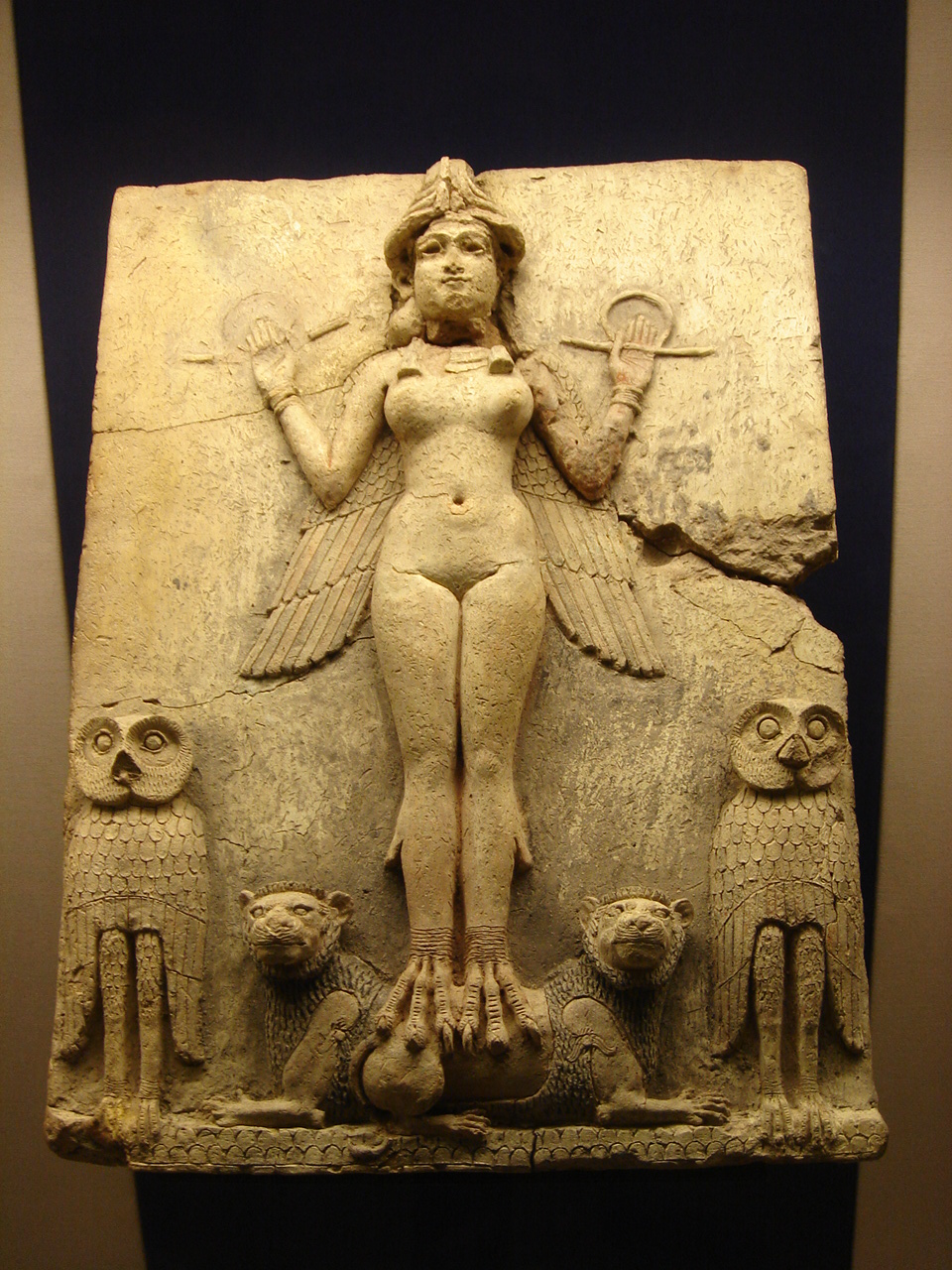
Representación de una diosa, probablemente de Ishtar/Inanna, en el Museo Británico. Otra posible diosa sería Ereškigal. Sin embargo, no está completamente clara la asociación.

Ishtar está asociada al planeta Venus como estrella de la mañana, y en las fronteras de Babilonia se la representa mediante una estrella de ocho puntas. También de pie, completamente desnuda, con las manos encima del vientre o sosteniéndose los senos, o blandiendo un arco sobre un carro tirado por leones.
En su aspecto de divinidad amorosa, Ishtar es la protectora de las prostitutas y de los amoríos extramaritales, según el catolicismo y que no tenían connotación especial en Babilonia, ya que el matrimonio era un contrato solemne que perpetuaba la familia como sostén del estado y como generadora de riquezas, pero en el que no se hablaba de amor o de fidelidad amorosa.
Ishtar no es una diosa del matrimonio ni una diosa madre. El matrimonio sagrado o la sacra hierogamia, que se representaba todos los años en el templo babilónico, no tiene una implicación moral ni es modelo de matrimonios terrestres, es un rito de fertilidad altamente estilizado con tonos litúrgicos.
Su versión sumeria, Inanna, fue muy venerada a partir del reinado de Sargón.

También en la Biblia, en el libro del profeta Jeremías, se la nombra en el capítulo 44 refiriéndose a ella como "la reina del cielo".

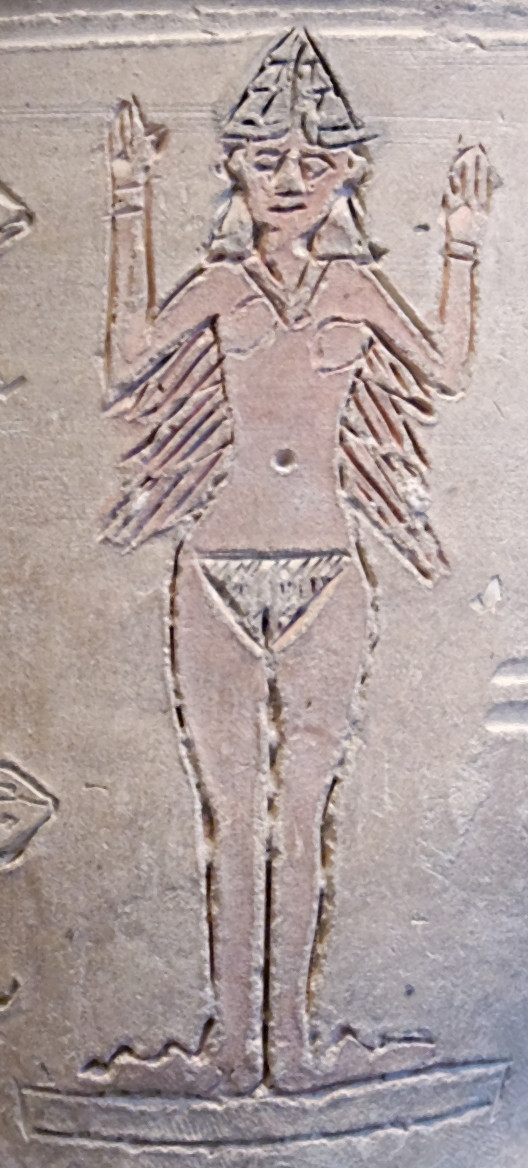
Representación de la diosa en el Vaso de Ishtar en el Museo del Louvre.

## Culto
Ishtar recibió culto en el templo babilónico llamado E.tur.kalam.ma. En 1778 a. C. Hammurabi construyó un trono para dar culto a Ishtar, y en 1775 a. C., confeccionó imágenes para ella.

## Leyenda
Su primer esposo fue su hermano Tammuz. Al morir Tammuz, Ishtar descendió a los infiernos para arrancarle a su hermana, la terrible Ereškigal, el poder sobre la vida y la muerte.
Después de darle instrucciones a su sirviente Papsukkal, de que fuera a rescatarla si no regresaba, Ishtar descendió a la tierra de las tinieblas, Irkalla. Comenzó valiente y desafiante, gritando al portero que abriera la puerta antes de que la echase abajo. Pero en cada una de las siete puertas era despojada de una de sus prendas, y con ellas se iba despojando de su poder, hasta que llegó desnuda e indefensa ante Ereškigal, que la mató y colgó su cuerpo en un clavo.

Con su muerte, todo el mundo comenzó a languidecer. Pero el fiel Papsukal llegó hasta los dioses y les pidió que creasen un ser capaz de entrar en el mundo de los muertos y resucitase a Ishtar con la comida y el agua de la vida. Así es como Ishtar volvió a la vida, pero tenía que pagar el precio: durante seis meses al año, Tammuz debe vivir en el mundo de los muertos. Mientras está allí, Isthar ha de lamentar su pérdida; en primavera, vuelve a salir y todos se llenan de gozo.

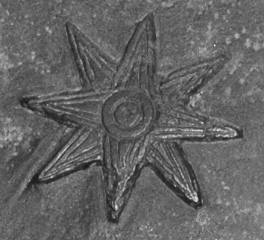
Estrella de ocho puntas en el Museo del Louvre

Algunos consideran a esta leyenda como el origen de la llamada "danza de los siete velos"[cita requerida]. También resalta su similitud con la historia posterior de Perséfone en la mitología griega, la cual fue llevada por Hades al inframundo luego de haber comido la granada de siete granos, y que luego su madre Deméter, diosa de las cosechas, se presentara ante Hades pidiéndole liberar a su hija, y este, conmovido por sus lágrimas, accediera a permitirle estar 6 meses en el mundo exterior con su madre, pero los restantes 6 meses debía vivir en el inframundo como su esposa, explicando del mismo modo los períodos invernales y primaverales.

## Etimologías y nombres relacionados
Existen otros nombres relacionados con esta diosa: Astarté, Astaroth, Esther, Stára (en persa), Hécate, Lilith e Isis.